# Wiktor Iwanowitsch Krjukow (Skispringer)
Wiktor Iwanowitsch Krjukow (russisch Виктор Иванович Крюков) ist ein ehemaliger sowjetischer Skispringer.

## Werdegang
Sein internationales Debüt gab Krjukow bei der Vierschanzentournee 1964/65. Beim Auftaktspringen auf der Schattenbergschanze in Oberstdorf erreichte er nur Rang 49, bevor er, nachdem er das Springen in Garmisch-Partenkirchen ausließ, in Innsbruck auf der Bergiselschanze auf den sechsten Platz sprang. Zum Abschluss der Tournee sprang Krjukow mit dem dritten Platz auf der Paul-Außerleitner-Schanze in Bischofshofen zu seinem ersten und einzigen Podium seiner Karriere. Damit konnte er in der Gesamtwertung den neunten Rang erreichen. Bei seiner zweiten Vierschanzentournee 1967/68 konnte er an diesen Erfolg nicht mehr anknüpfen. So erreichte er keine vorderen Platzierungen und landete am Ende auf dem 41. Platz der Gesamtwertung.

## Erfolge

### Vierschanzentournee-Platzierungen
| Saison  | Platz | Punkte |
| ------- | ----- | ------ |
| 1964/65 | 09.   | 791,0  |
| 1967/68 | 41.   | 691,9  |